# Jürgen Habermas
Jürgen Habermas, född 18 juni 1929 i Düsseldorf, Rhenprovinsen (i nuvarande Nordrhein-Westfalen), är en tysk sociolog och filosof. Vid sidan av Theodor Adorno och Max Horkheimer är Habermas den mest namnkunnige filosofen från Frankfurtskolan. Habermas verksamhet har syftat till en allmänteori om mänskligt samspel i samhället, kallad universalpragmatik; hans tillvägagångssätt har varit eklektiskt.

## Biografi
Habermas föddes i Düsseldorf men växte upp i Gummersbach i Nordrhein-Westfalen. Han studerade vid universiteten i Göttingen (1949–1950), Zürich (1950–1951) och Bonn (1951–1954) och disputerade 1954 i Bonn med avhandlingen Das Absolute und die Geschichte. Von der Zwiespältigkeit in Schellings Denken ("Det absoluta och historien. Om ambivalensen i Schellings tänkande"). Han habiliterade sig 1961 i Marburg med det numera klassiska verket Strukturwandel der Öffentlichkeit. Untersuchungen zu einer Kategorie der bürgerlichen Gesellschaft ("Borgerlig offentlighet. Kategorierna 'privat' och 'offentligt' i det moderna samhället").  
Därefter tillträdde han en professorstjänst i filosofi vid universitetet i Heidelberg där han var verksam till och med 1964 då han, med stöd av Adorno, återvände till Frankfurt för att efterträda Horkheimer som professor i filosofi och sociologi. 
Åren 1971–1983 verkade Habermas som direktor för Max Planck Institut i Starnberg. År 1983 tillträdde han som direktor för Institutet för socialforskning i Frankfurt am Main, där han verkade fram till sin emeritering 1994. Efter sin emeritering har Habermas fortsatt att publicera både böcker och artiklar och han är en känd förespråkare av paneuropeisk demokrati.
Han är även en av de främsta idégivarna till den deliberativa demokrati-diskursen. 
År 2001 tilldelades Habermas Friedenspreis des Deutschen Buchhandels.

## Förnuft och rationalitet
Habermas skiljde sig åt från sociologer som Max Weber genom att säga att det finns mer än en typ av förnuft, varav det Max Weber beskrev var det instrumentella förnuftet; "de mest effektiva medlen för att uppnå vissa mål". Habermas teori om kommunikativt handlande berör även en annan typ av förnuft, som han beskriver som ett ömsesidigt utbyte mellan individer och en demokratisk potential i moderna samhällen, nämligen det kommunikativa förnuftet. Han menar att Weber fokuserade på endast en rationalitetsform och då missade att de sociala och kulturella sfärerna skiljer sig åt i och med att dessa har undergått en rationalitetsutveckling som skiljer sig åt sinsemellan i sina giltighetsanspråk. 
Utifrån Webers värdesfärer för vetenskap, moral och rätt samt konst går Habermas vidare och säger att dessa bygger på sanning, normativ riktighet respektive sannfärdighet. Detta baserar han på sin teori om universalpragmatik och menar att den kommunikativa rationaliteten finns i alla dessa tre sfärer, vilket tyder på att de allihop är resultatet av en rationaliseringsprocess.
Den kommunikativa rationaliteten är alltså den grundläggande i samhällets utveckling, och speciellt i rationaliseringen av människans vardagsvärld. Man förlitar sig mindre på auktoriteter och använder sig av en rationell argumentation människor emellan, jämfört med att som i tidigare samhällen förlita sig på vedertagna tolkningar som var svåra att utsätta för kritik. Kritiken mot rationaliseringen inriktade Habermas på ett så kallat "subsystem" vari det instrumentella handlandet tränger in i livsvärlden och alltmer påverkar det kommunikativa handlandet. 
Den ekonomiska världen och statsmakten (byråkratin) tränger sig in och påverkar livsvärlden på ett negativt vis, vilket Habermas talar om som det modernas paradox och att olika system koloniserar livsvärlden.

## Svenska översättningar
- Den rationella övertygelsen: en antologi om legitimitet, kris och politik (översättning Richard Matz) (Akademilitteratur, 1984)
- Borgerlig offentlighet: kategorierna "privat" och "offentligt" i det moderna samhället (Strukturwandel der Öffentlichkeit) (översättning Joachim Retzlaff Arkiv förlag, 1984,  (2003) med inledning av Mats Dahlkvist - ISBN 9789179241636)
- Kommunikativt handlande: texter om språk, rationalitet och samhälle (översättning: Mikael Carleheden [m.fl.]) (Daidalos, 1990)
- Samhällsvetenskapernas logik (Zur Logik der Sozialwissenschaften) (översättning: Mikael Carleheden och Anders Molander (kap. 1)) (Daidalos, 1994)
- Diskurs, rätt och demokrati: politisk-filosofiska texter (översättning: Thomas Lindén [m.fl.]) (Daidalos, 1997)
- Den postnationella konstellationen (Die postnationale Konstellation) (översättning Carl Henrik Fredriksson [m.fl.]) (Daidalos, 2001)
- Den mänskliga naturens framtid: på väg mot en liberal eugenik? (Die Zukunft der menschlichen Natur) (översättning: Anders Molander) (Daidalos, 2003)
- Mellan naturalism och religion: filosofiska uppsatser (Ur Zwischen Naturalismus und Religion) (översättning Eva Backelin) (Daidalos, 2007)
- Den moraliska synpunkten: moralfilosofiska texter (sammanställda och översatta av Anders Molander) (Daidalos, 2008)
- Om Europas författning: en essä (Zur Verfassung Europas) (översättning Jim Jakobsson) (Ersatz, 2011)

## Utmärkelser
- Hegelpriset,  1973
- Sigmund Freud-priset,  1976[14]
- Theodor W. Adorno-priset,  1980
- Fellow of the American Academy of Arts and Sciences,  1984[15]
- Wilhelm Leuschner-medaljen,  1985
- Geschwister-Scholl-Preis,  1985[16]
- Gottfried Wilhelm Leibniz-priset,  1986
- Ledamot av British Academy,  1994[17]
- Karl Jaspers-priset,  1995
- Hedersdoktor vid Université Paris 8,  7 februari 1997[18][19]
- Theodor Heuss Preis,  1999[20]
- Helmholtz-medaljen,  2000[21]
- Hedersdoktor vid Universidad Complutense,  2001
- Tyska bokhandelns fredspris,  2001[22]
- Prinsessan av Asturiens pris i socialvetenskap,  2003[23][24]
- Kyotopriset i konst och filosofi,  2004[25]
- Holbergpriset,  2005[26]
- Nordrhein-Westfalens statspris,  2006[27][28]
- Viktor Frankl-priset,  2011[29]
- Georg-August-Zinn-Preis,  2012
- Staden Düsseldorfs Heinrich Heine-pris,  2012[30]
- Erasmuspriset,  2013[31][32]
- Das Glas der Vernunft,  2013[33]
- Klugepriset,  2015[34]
- Tysk-franska journalistpriset,  2018[35]
- Pour le Mérite för vetenskap och konst,  2022

[Redigera Wikidata]